# Elección para gobernador de Kentucky de 1923
La elección para gobernador de Kentucky de 1923 se llevó a cabo el 6 de noviembre de ese año.

## Resultados
| Partido                         | Partido           | Candidato         | Votos   | %     |
| ------------------------------- | ----------------- | ----------------- | ------- | ----- |
|                                 | Demócrata         | William J. Fields | 356,045 | 53.25 |
|                                 | Republicano       | Charles I. Dawson | 306,277 | 45.81 |
|                                 | Agrario-Laborista | William S. Demuth | 3,606   | 0.54  |
|                                 | Socialista        | M. A. Brinkmar    | 2,647   | 0.40  |
|                                 |                   |                   |         |       |
| Total                           | Total             | Total             | 668,575 | 100   |
|                                 |                   |                   |         |       |
| Fuente: Guide to U.S. Elections |                   |                   |         |       |